# Peter Brunsberg
Peter Brunsberg, död 1709 i Stockholm, var en svensk organist och musiker vid Kungliga Hovkapellet.

## Biografi
Brunsberg var 1698 organist och musikant i Jakob och Johannes församling. Var mellan 1701 och 1709 organist och musikant i Katarina församling och Kungsholms församling. Åren 1704–1709 var han organist vid Kungliga Hovkapellet.